# Amelora ceraunia
Amelora ceraunia är en fjärilsart som beskrevs av Turner 1947. Amelora ceraunia ingår i släktet Amelora och familjen mätare. Inga underarter finns listade i Catalogue of Life.